# Sénescence négligeable

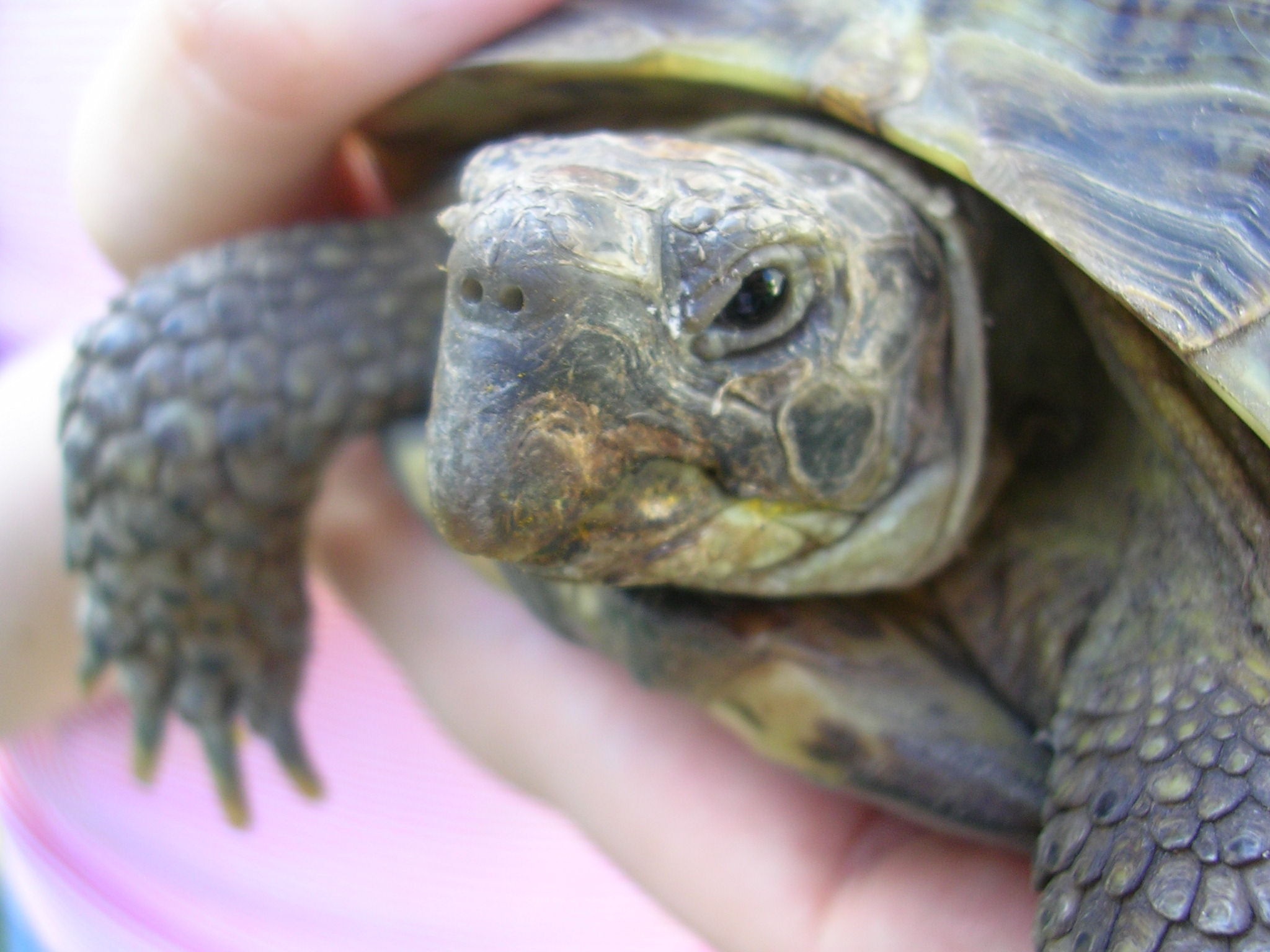
Certaines tortues présentent une sénescence négligeable.

La sénescence négligeable est un concept forgé par le biogérontologue Caleb Finch (en) pour décrire les organismes qui ne présentent pas de signes de vieillissement biologique (sénescence) tels qu'une réduction mesurable de leur capacité de reproduction, un déclin fonctionnel mesurable, ou une augmentation du taux de mortalité avec l'âge,, sinon de façon négligeable.
La sénescence négligeable, qui implique un risque de mortalité et une fertilité constants tout au long de la vie, s'oppose à la sénescence positive, qui se définit par un risque de mortalité plus élevé et une fertilité en baisse au cours du temps, et à la sénescence négative, qui se définit par une mortalité plus faible et une fertilité croissante au cours de la vie.
Le quasi-arrêt de la sénescence pourrait être dû à des processus de réparation et de renouvellement cellulaires qui « masquent » la sénescence. Certaines études ont indiqué un lien entre des phénomènes liés à une sénescence négligeable et la stabilité générale du génome d'un organisme au cours de sa vie.
Les analyses portant sur les animaux dont la sénescence est négligeable peuvent contribuer à une meilleure compréhension du processus de vieillissement,. Elles justifient souvent la recherche de moyens technologiques permettant d'atteindre  une sénescence négligeable similaire chez l'Homme. La raison pour laquelle les Mammifères, et l'Homme en particulier, connaissent un vieillissement relativement intense est que leur espérance de vie était à l'origine limitée par la prédation ; comme toutes les espèces menacées par des prédateurs, la plupart des mammifères se reproduisent rapidement, et connaissent un vieillissement précoce (selon la théorie évolutionniste de la sénescence),,.

## Chez les vertébrés
Certains poissons, tels que certaines variétés d'esturgeons et de sébastes à œil épineux, et certaines tortues ont une sénescence négligeable, bien que des recherches récentes aient révélé quelques signes de sénescence chez les tortues vivant à l'état sauvage. L'âge d'un spécimen de poisson capturé peut être mesuré en examinant les schémas de croissance, similaires aux anneaux d'arbre, sur les otolithes (parties d'organes de détection de mouvement).
En 2018, les rats-taupes nus ont été identifiés comme la première espèce de mammifères à défier la loi de mortalité Gompertz-Makeham et à atteindre une sénescence négligeable. Il a été suggéré cependant que cela pourrait être simplement un effet « d'étirement temporel » principalement en raison de leur métabolisme très lent (et de sang froid et hypoxique),,.

## Chez les invertébrés
Plusieurs groupes d'invertébrés présentent une sénescence négligeable, tels que les oursins. Ceux-ci continuent de croître et de se reproduire toute leur vie sans montrer de signe de sénescence, et on ne leur connaît pas de cause de « mort naturelle » en dehors de la prédation, des accidents et maladies.

## Chez les plantes
Chez les plantes, le peuplier faux-tremble est un exemple d'immortalité biologique. Chaque arbre peut vivre de 40 à 150 ans au-dessus du sol, mais le système racinaire de la colonie clonale a une longue durée de vie. Dans certains cas, une colonie clonale dure des milliers d'années, envoyant de nouveaux troncs à mesure que les troncs plus anciens meurent au-dessus du sol. L'âge de l'une de ces colonies dans l'Utah, surnommée « Pando », est estimé à 80 000 ans, ce qui en fait peut-être la plus ancienne colonie vivante de trembles.
L'organisme vivant non clonal le plus ancien connu au monde était l'arbre Methuselah de l'espèce Pinus longaeva, le Pin Bristlecone, poussant dans les Montagnes Blanches du comté d'Inyo en Californie orientale, âgé de 4 851–4 852 ans. Ce record a été remplacé en 2012 par un autre Pin Bristlecone du Grand Bassin situé dans la même région que Methuselah ; l'âge de l'arbre est estimé à 5 062 ans. L'arbre a été échantillonné par Edmund Schulman et daté par Tom Harlan.
Les gingkos en Chine retardent le vieillissement par une expression génétique étendue associée à des mécanismes de défense adaptables qui contribuent à la longévité de l'organisme.

## Chez les bactéries
Parmi les bactéries, les organismes individuels sont vulnérables et peuvent facilement mourir, mais au niveau de la colonie, les bactéries peuvent vivre indéfiniment. Les deux cellules bactériennes filles résultant de la division cellulaire d'une cellule bactérienne mère peuvent être considérées comme des individus uniques ou comme des membres d'une colonie biologiquement « immortelle ». Les deux cellules filles peuvent être considérées comme des copies « rajeunies » de la cellule mère, car les macromolécules endommagées ont été divisées entre les deux cellules et diluées (voir aussi reproduction asexuée).

## Durée de vie maximale
Voici quelques exemples de la durée de vie maximale observée d'animaux qui présentent une sénescence négligeable : 
| Sébaste à œil épineux        | 205 ans,                                |
| Tortue géante d'Aldabra      | 255 ans                                 |
| Oursin rouge géant           | 200 ans                                 |
| Homards                      | 100+ ans (présumé)                      |
| Hydres                       | Considéré comme biologiquement immortel |
| Anémones de mer              | 60–80 ans (généralement)                |
| Moules perlières d'eau douce | 210–250 ans,                            |
| Cyprine d'Islande            | 507 ans                                 |
| Requin du Groenland          | 400 ans                                 |

## Cryptobiose
Certains organismes rares, tels que les tardigrades, ont généralement une courte durée de vie, mais sont capables de survivre pendant des milliers d'années — et, peut-être, indéfiniment — s'ils entrent dans l'état de cryptobiose, ce qui entraîne une suspension réversible de leur métabolisme.
Les partisans de la cryonie émettent l'hypothèse que le système nerveux central humain peut de même être mis dans un état d'animation suspendue peu avant la mort cérébrale pour être relancé à un stade futur du développement technologique de l'humanité, lorsque cette opération serait possible[réf. nécessaire].

## Sénescence négative
Certains organismes qui vieillissent très lentement, comme ceux de reptiles et de poissons, ou d'organismes végétaux, présentent une sénescence négative : leur taux de mortalité diminue à mesure que l'organisme vieillit, en désaccord avec la loi de Gompertz – Makeham sur la mortalité ; cette baisse de la mortalité après la maturité reproductive est généralement accompagnée d'une augmentation de la fécondité. Ainsi par exemple, les vieux homards mâles ont une fertilité plus élevée que celle des homards jeunes.
De plus, certaines espèces, rares, régressent à l'état larvaire et repoussent plusieurs fois en adultes, comme Turritopsis dohrnii — situation proche de l'immortalité biologique.